# St.-Bartholomäus-Kathedrale (Pilsen)

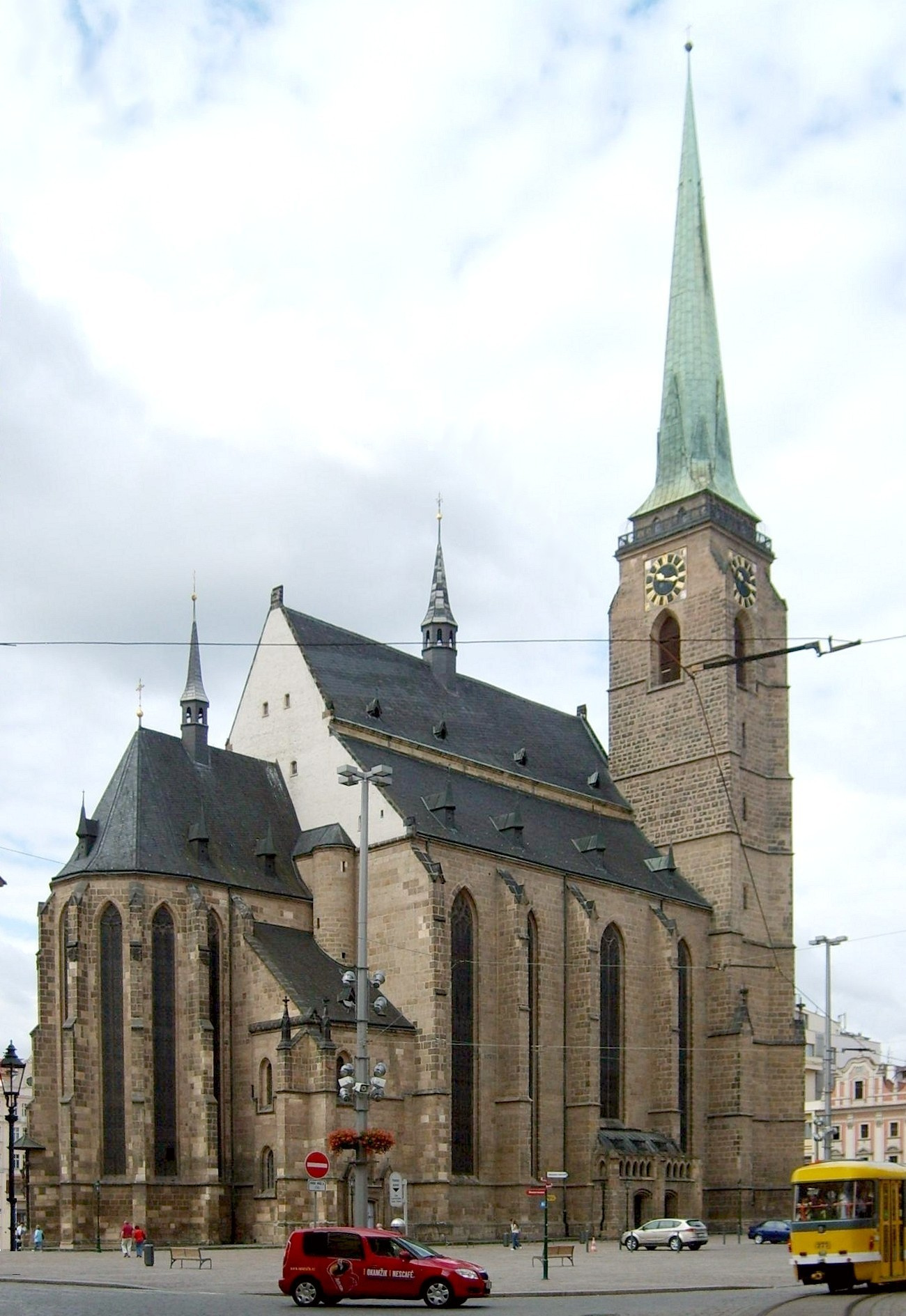
Kathedrale St. Bartholomäus

Die St.-Bartholomäus-Kathedrale ist eine gotische Kathedrale in Pilsen. Seit 1993 ist sie Kathedralkirche des Bistums Pilsen. Das Bauwerk ist als dreischiffige Hallenkirche ausgeführt. Mit dem Bau wurde nach der Stadtgründung um 1295 begonnen.

## Turm
Der Turm gehört mit 103 Metern zu den höchsten Kirchtürmen Europas und ist der höchste in Tschechien. Er kann bestiegen werden und bietet eine Aussicht über die Stadt.

## Ausstattung

### Kreuzigungsgruppe

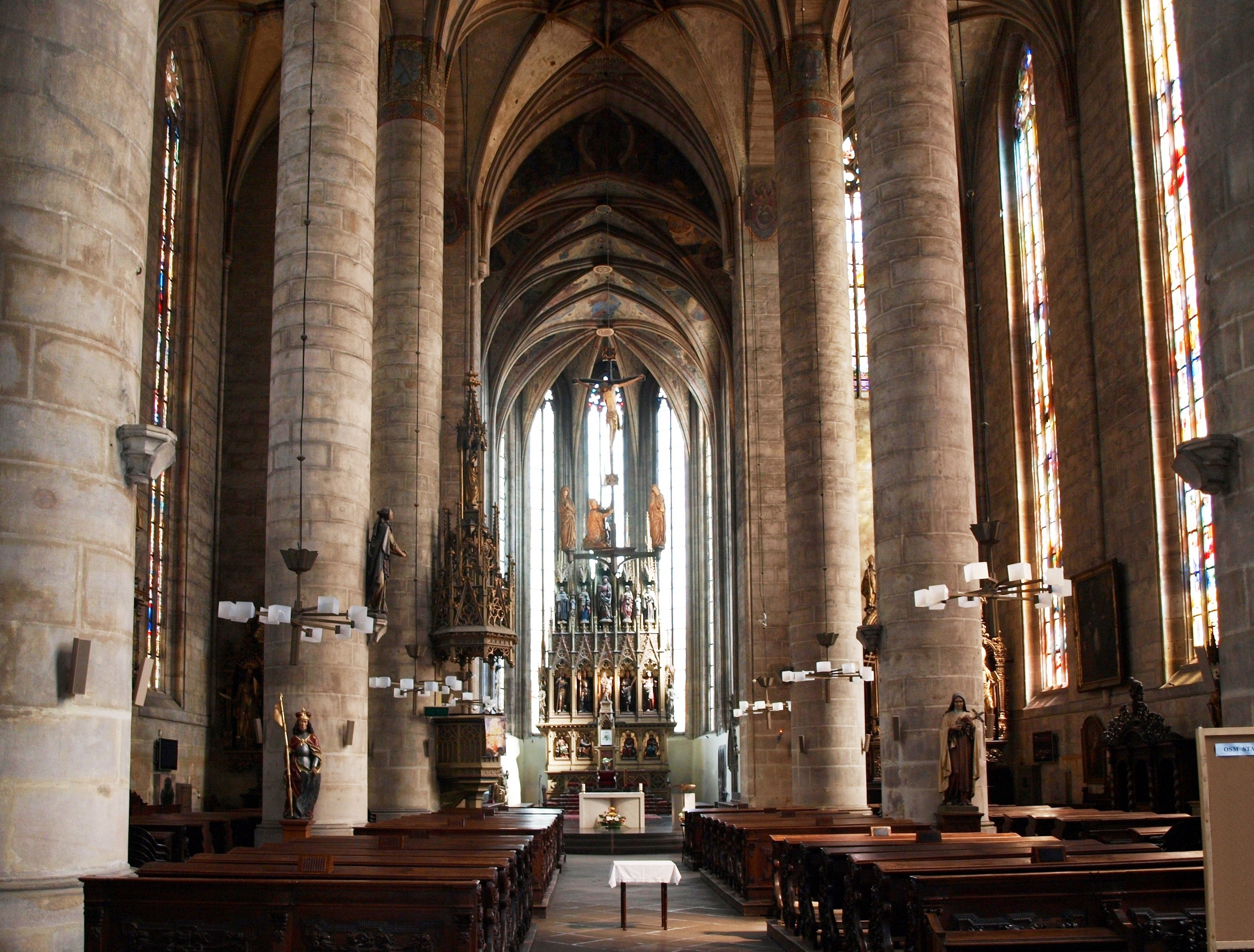
Inneres der Kathedrale

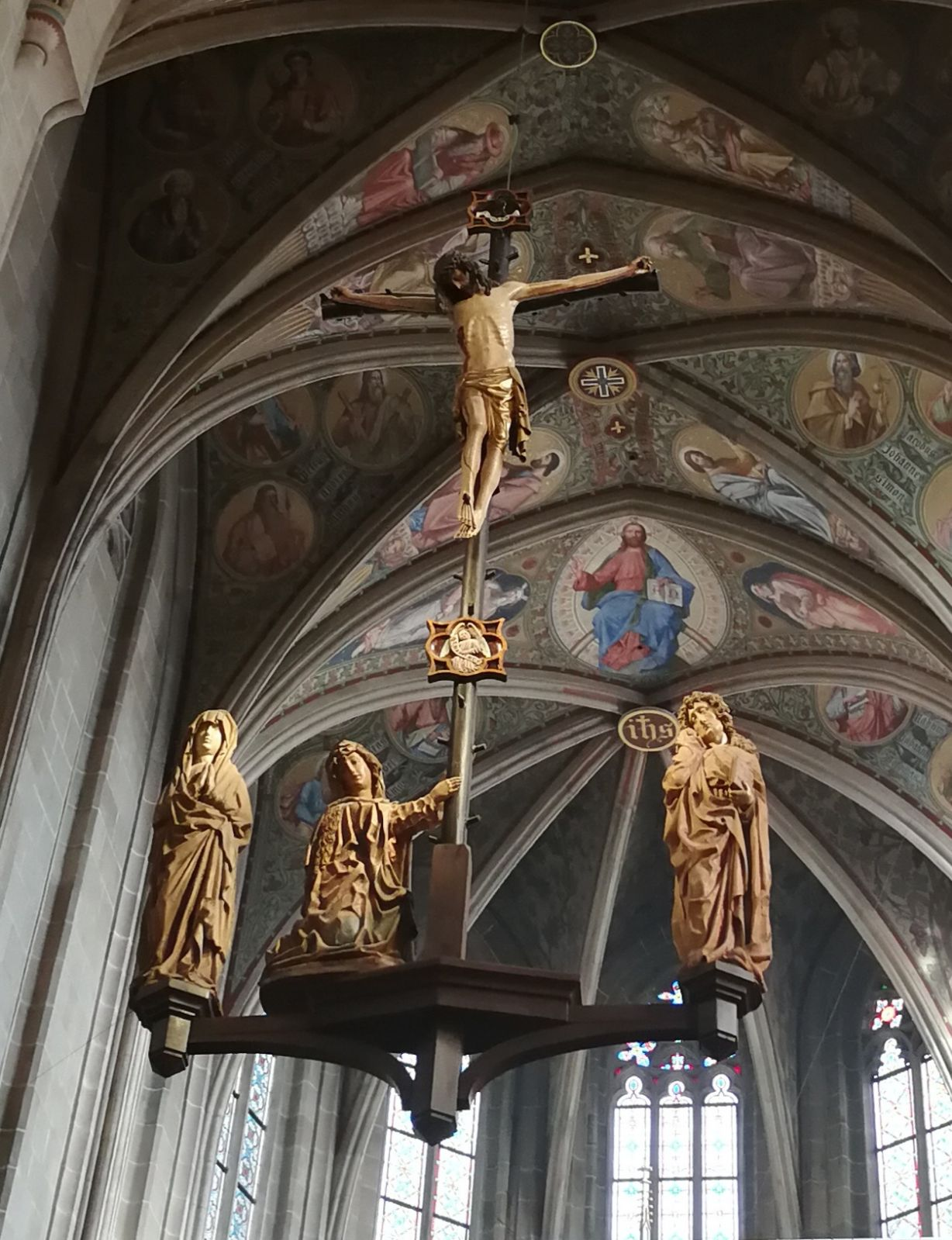
„Pilsener Kreuzigungsgruppe“ um 1450/55

Die „Pilsener Kreuzigungsgruppe“ zählt zu den bedeutendsten Werken spätgotischer Kunst nördlich der Alpen und zu den herausragendsten Werken der böhmischen Bildhauerei um die Mitte des 15. Jahrhunderts. Die Gruppe wird datiert auf 1450/55.
Die überlebensgroßen Figuren des Triumphkreuzes mit dem Gekreuzigten in der Mitte und den drei Assistenzfiguren Maria, Johannes und Maria Magdalena sind außerordentlich fein mit kräftig ausgeprägtem Faltenwurf und expressiver Mimik und Gestik gearbeitet. Die beiden Begleitfiguren wurden ihrer farbigen Fassung beraubt (sehr geringe Reste zeugen davon), was den Gesamteindruck bestimmt.
Lange wurde die Gruppe fast ausschließlich von böhmischen Werken abgeleitet, bis die schlüssige These von Stefan Roller ergab, dass ein direkter Zusammenhang der Pilsener Kreuzigungsgruppe mit der Nürnberger Bildhauerkunst besteht (Vergleichsobjekte sind u. a. in Nürnbergs Kirchen (St. Rochus), im Germanischen Nationalmuseum sowie in Kirchen im Nürnberger Umland zu finden (Friedhofskapelle Langenzenn), St. Peter und Paul in Fürth-Poppenreuth). Nach Roller sind die Werke des „Meisters der Pilsener Kreuzigungsgruppe“  nur im Nürnberger und Pilsener Raum nachgewiesen. Die Nürnberger Werke sind zeitlich vor der Pilsener Gruppe einzuordnen, die in und um Pilsen zugehörigen Werke sind etwas später entstanden. Daraus lässt sich schließen, dass die Pilsener Kreuzigungsgruppe entweder ein Export von Nürnberg nach Pilsen war oder die Bildhauerwerkstatt aus dem Nürnberger Raum nach Pilsen übersiedelte. Eindeutig scheint Roller, dass die Produktion der Pilsener Werkstatt in Nürnberg ihren Ursprung hat und dort stilistisch verankert ist.

### Pilsener Madonna
Ein bedeutendes Werk ist die Pilsener Madonna aus Kalkstein (Pläner). Die gotische Steinskulptur gehört zu den „Schönen Madonnen“ im sogenannten Weichen Stil um das Jahr 1400. Die Pilsener Kathedrale war damals ein wichtiges Pilgerziel. Zahlreiche Kopien der Pilsener Madonna in ganz Böhmen bzw. Tschechien zeugen davon. Auch auf der Marien-Pestsäule neben der Kirche ist eine Kopie zu sehen. Auf die Pestepidemie weist der Totenkopf hin, den das Jesuskind hält.

### Sternbergkapelle
Architektonisch wertvoll ist die Sternberg-Kapelle aus der ersten Hälfte des 16. Jahrhunderts. Sie ist die Grabkapelle der böhmischen Adelsfamilie Sternberg.